# Vezzana
La cima della Vezzana, o più semplicemente Vezzana, è la montagna più alta delle Pale di San Martino (3.192 m s.l.m.) ed è situata al confine tra il territorio comunale di Canale d'Agordo e di Primiero San Martino di Castrozza.

## Descrizione
Si localizza nei pressi del passo Rolle, nella parte nordoccidentale del gruppo dolomitico. È delimitata a sud dal passo del Travignolo (2.925 m) e a nord dal passo di Val Strut (2.870 m), oltre i quali si innalzano rispettivamente il Cimon della Pala e il Campanile di Val Strut. A est si sviluppa la valle delle Galline, che confluisce nella valle delle Comelle, mentre a ovest si trova un altro canalone, in parte occupato dal ghiacciaio del Travignolo, che raggiunge l'alta val Venegia.
La Vezzana venne conquistata nel giugno 1872 dagli inglesi Douglas William Freshfield e Charles Comyns Tucker, che arrivarono in vetta dal ghiacciaio del Travignolo. Giunti in cima, essi osservarono dirimpetto il Cimon della Pala, la vetta erroneamente ritenuta al tempo più elevata, ma non si resero conto di aver appena conquistato la cima realmente più alta della catena montuosa.
La via normale alla cima Vezzana inizia dal rifugio Rosetta con un itinerario in alta montagna lungo e faticoso, con brevi tratti in roccia e nevaio , offrendo dalla cima un vasto panorama sulle zone circostanti, soprattutto sull'altipiano delle Pale di San Martino e sulla zona del Passo Rolle. 
La cresta est, verso la Val Strut è percorsa invece dalla via Ferrata Gabitta d'Ignoti che, combinata con la via normale, offre un anello del piccolo sottogruppo.
La sua parete nord-ovest, per quanto imponente, è sempre stata di scarso interesse, nonostante sia percorsa da alcuni itinerari di media difficoltà, così come le pareti del Nuvolo e di Cima delle Comelle, elevazioni della cresta sud-est, in cui c'è una via di Ettore Castiglioni, insieme con altri itinerari più o meno difficili.

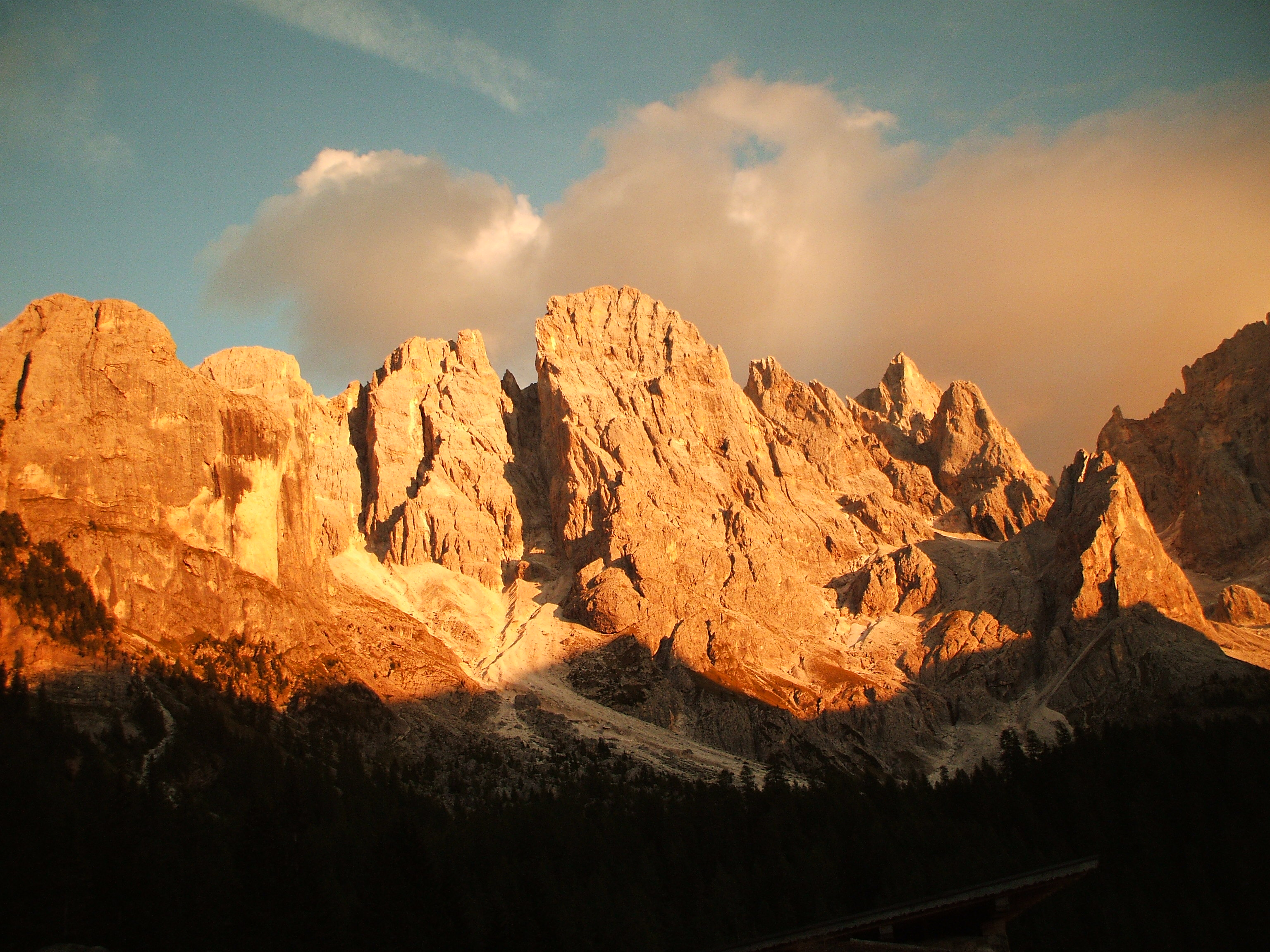
Tramonto su Cima della Vezzana e Cima dei Bureloni dalla Val Venegia.